# Giuseppe Pilotti
Giuseppe Pilotti (Bolonya, 1784 – 1838) fou un compositor italià del Romanticisme.
Fill d'un organista i constructor d'orgues, de jove es dedicà a aquest últim ofici, per a subvenir a les necessitats de la família en morir el seu pare. Després cursà harmonia i contrapunt, i ja havia donat al teatre dues òperes quan fou cridat el 1826 a dirigir la capella de música d'una església de Pistoia, i el 1826 succeí al seu professor de composició, el mestre-sacerdot Stanislao Mattei, en el càrrec de mestre de capella de Sant Petronio de Bolonya. El 1829 se li confià l'ensenyança de contrapunt en el Liceu Filharmònic, i restà al front d'aquesta classe fins a la seva mort el 1838. Des de 1805 va pertànyer a l'Acadèmia Filharmònica.
És autor de les òperes L'ajo nell'imbarazzo i Non essere gelosos; a més, va compondre, moltes obres de caràcter religiós, com salms (entre ells el Dies irae amb acompanyament d'orquestra). Publicà el tractat d'instrumentació, Breve insegnamento teorico sulla natura, estensione, proporzione armonica...per tutti stromenti, imprès a Milà.